# 오스탄키노 타워
오스탄키노 타워(러시아어: Останкинская телебашня, Ostankinskaya telebashnya)는 러시아 모스크바에 위치한 러시아 텔레비전 및 라디오 방송 네트워크가 소유중인 텔레비전-라디오 타워이다. 총높이 540.1m의 이 타워는 니콜라이 니키틴이 설계했다. 이 타워는 현재 유럽에서 가장 높은 독립형 건축물이자 세계에서 8번째로 높은 건축물이다. 이 타워는 500m 높이 이상을 초과한 최초의 독립형 건축물이다. 오스탄키노 타워는 10월 혁명을 기념하기 위해 건축되었다. 이 타워의 이름은 모스크바 내의 오스탄킨스키 지구의 이름을 따서 만들어졌다.
건축은 1963년 시작하여 1967년 완공하였다. 이 타워는 광범위하게 철근 콘크리트를 이용하였고 튼튼한 구조로 이루어졌다. 이 높이는 엠파이어 스테이트 빌딩을 넘었으며 소비에트 연방의 공학 기술력을 모아 만든 것으로 오랫동안 세계에서 가장 높은 독립형 건축물이 되었다. 이 세계 기록은 1976년 캐나다 토론토의 CN 타워가 13m 더 높이 지음으로써 끝나게 되었다. 오스탄키노 타워는 2007년 부르즈 할리파가 CN 타워와 함께 높이 기록을 넘을 때까지 31년 동안 세계에서 2번째로 높은 독립형 건축물이였다. 오스탄키노 타워는 건축 이후부터 2013년까지 유럽에서 가장 높은 독립형 건축물이다.
1994년의 계획으로 추가로 높이를 더 올려 564m로 안테나를 세우고자 할 계획이 있었으나 자금 문제로 멈추게 되었다.

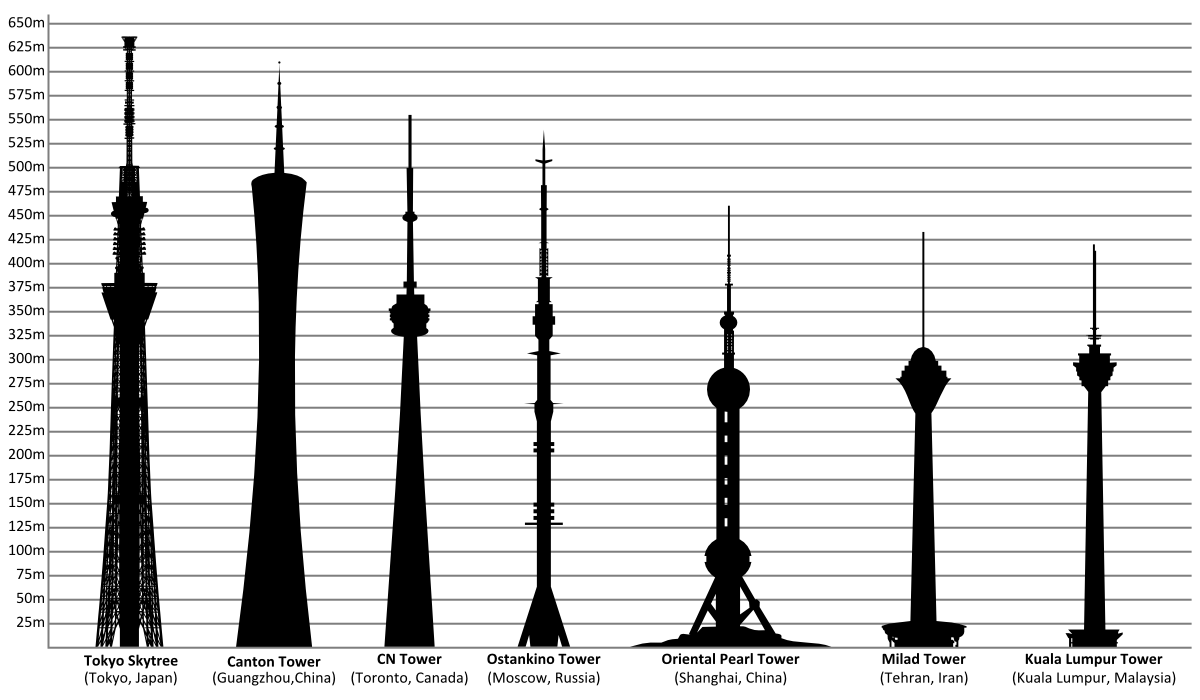
높이 순 TV 타워 다이어그램.

## 같이 보기
- 오스탄키노 기술 센터
- 마천루 및 건축물 목록
- 과거 소비에트 연방의 마천루 목록
- 탑 목록